# 伍德穆爾 (科羅拉多州)
伍德穆爾（英語：Woodmoor）是位於美國科羅拉多州艾爾帕索縣的一個人口普查指定地區。

## 地理
伍德穆爾的座標為39°06′36″N 104°50′43″W / 39.11000°N 104.84528°W，而該地最高點為海拔高度2208米（即7244英尺）。

## 人口
根據2010年美國人口普查的數據，伍德穆爾的面積為16.50平方千米，當中陸地面積為16.40平方千米，而水域面積為0.10平方千米。當地共有人口8741人，而人口密度為每平方千米529人。